# Cypherpunk

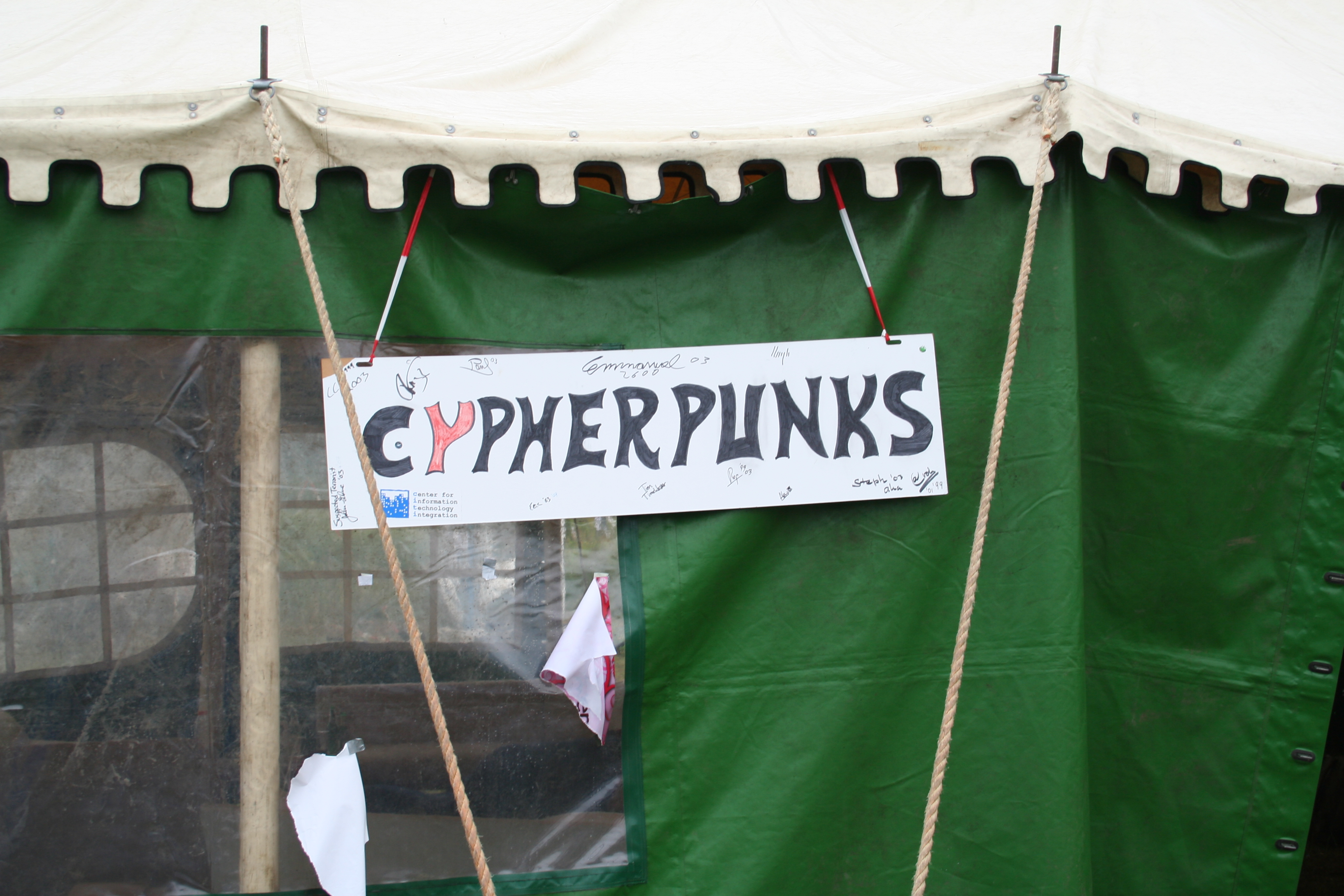
Pancarte cypherpunk au Chaos Communication Camp.

Les cypherpunks (mot-valise composé à partir des mots anglais cipher (chiffrement) et punk sur le modèle de cyberpunk) forment un groupe informel de personnes intéressées par la cryptographie. Leur objectif est d'assurer le respect de la vie privée par l'utilisation proactive de la cryptographie. 
Le terme cypherpunk a été inventé par Jude Milhon, se voulant un jeu de mots pour décrire des cyberpunks qui avaient recours à la cryptographie.
Cypherpunk, cypherpunks ou cpunks sont aussi le couple login/mot de passe de comptes créés sur des sites web requérant un enregistrement. Ils sont alors utilisés par des utilisateurs qui ne souhaitent pas divulguer de données personnelles.

## Quelques cypherpunks célèbres
- Julian Assange (rédacteur en chef et créateur de WikiLeaks)
- Adam Back (inventeur de Hashcash, cofondateur de Blockstream)
- Jon Callas (responsable technique des spécifications d'OpenPGP)
- Hugh Daniel (ancien responsable du projet FreeS/WAN)
- Hal Finney (cryptographe, auteur principal de PGP 2.0, designer de RPOW), décédé en 2014
- John Gilmore (Cofondateur de l'Electronic Frontier Foundation)
- Ian Goldberg (Chief Scientist, Radialpoint)
- Lucky Green (auteur de la première implémentation libre des signatures cryptographiques d'anneau)
- Eric Hughes (auteur du Manifeste d'un cypherpunk)
- Tim May (ancien scientifique en chef chez Intel, auteur du Manifeste d'un crypto-anarchiste), décédé en 2018
- Jude Milhon (membre fondatrice, inventrice du terme cypherpunk), décédée en 2003
- Len Sassaman (ancien mainteneur du logiciel Mixmaster anonymous remailer (en)), décédé en 2011
- Philip Zimmermann (créateur de PGP)
- Satoshi Nakamoto (pseudonyme du créateur de Bitcoin)

## Manifestes
Le « Manifeste Crypto-Anarchiste » de Tim May (1988) est une déclaration d’orientation anarcho-capitaliste, souhaitant attirer l’attention des anarchistes sur les possibilités offertes par les technologies informatiques. Le manifeste avance que « la crypto-anarchie permettra de faire circuler librement les secrets nationaux et de vendre des matériaux illicites ou volés », et que « les méthodes cryptologiques altèreront fondamentalement la nature de l’interférence du gouvernement et des grandes sociétés dans les transactions économiques ». L’idée est d’utiliser le chiffrement sur le réseau d’échange mondial, d’anonymiser les discussions privées, de tout diffuser à tout le monde, et de démanteler « le fil de fer barbelé qui entoure la propriété intellectuelle ». Par là, le hacking devient l’activité cyberpunk par excellence.
Le « Manifeste d'un Cypherpunk » d'Eric Hughes (1993) reprend les mêmes thèmes. Il s’agit pour lui de « préserver la vie privée » au moyen d’un « système d’échanges anonymes ». Les cypherpunks, dont il se réclame, ont alors pour tâche d’écrire des programmes de chiffrement, contre les gouvernements et les compagnies qui souhaitent, selon lui, rendre publiques tous les échanges afin d’asseoir leur contrôle. « Les Cypherpunks sont activement engagés à rendre les réseaux plus sûrs pour la vie privée. ».
Enfin, le « Cyberpunk Manifesto », de Christian As. Kirtchev (1997), en plus de reprendre les thèmes susdits (transactions anonymes, liberté totale de circulation des informations, etc.), s’amuse à décrire le mode de vie des cyberpunks et des hacktivistes du net, confirmant leur isolement et leur insociabilité. Le cyberpunk des années 1990 semble alors radicalement inadapté à son époque, écartelé entre sa référence à un genre littéraire qui n’existe plus et son aspiration à un univers ultra-technologisé qui n’est pas encore. « Nous vivons au bon endroit, mais pas au bon moment ».

## Source
- Conversations entre Julian Assange, le rédacteur en chef du site Wikileaks.org, Jacob Appelbaum, membre du Chaos Computer Club de Berlin, Andy Müller-Maguhn fondateur de l'European Digital Right (EDRI) et dirigeant de Cryptophone et Jérémie Zimmermann